# Spotify Singles
Spotify Singles é o segundo extended play (EP) da cantora e compositora alemã Kim Petras. Foi lançado em 21 de fevereiro de 2018 através de seu próprio selo, BunHead.
Gravado nos estúdios do Spotify em Nova Iorque, o EP faz parte do novo recurso da plataforma de streaming, chamada RISE, e conta com duas canções: "Hills" e um cover de "Human", da banda americana The Killers.

## Fundo
O Spotify está expandindo seu serviço de streaming de música com uma nova seção do site para aplicativos e computadores para dispositivos móveis, chamada RISE, idêntico ao Up Next da Apple Music, que foi "projetada para identificar e interromper a próxima onda de estrelas da música". O Spotify disse que cada artista destacado no RISE será exibido por meio de programação editorial e de marketing em várias camadas, incluindo dentro do próprio aplicativo e promoção nas mídias sociais.
Em vez de apenas um artista, o RISE se concentrará em quatro músicos a cada poucos meses, cada um representando um gênero diferente. Para começar, com a cantora pop Kim Petras, o artista pop/rock norte-americano Lauv, o cantor norte-americano de música country Russell Dickerson e o rapper norte-americano Trippie Redd.

## Alinhamento de faixas
1. "Hills" (Recorded at Spotify Studios NYC) – 2:49
2. "Human" (Recorded at Spotify Studios NYC) – 2:40